# 尾形月山
尾形 月山（おがた げっさん、明治20年〈1887年〉9月10日 - 昭和42年〈1967年〉12月27日）とは、明治から昭和にかけての浮世絵師、日本画家。

## 来歴
本名は田井正子（たい まさつぐ）。東京の京橋桶町に尾形月耕の子として生れる。父月耕より絵について師事を受け、はじめ月三（げっさん）と称した。明治33年（1900年）、13歳で連合絵画共進会に「花に駒」が三等褒状を受賞し注目される。その後も同展、日本美術協会展で受賞を重ね、日月会、巽画会会員となる。明治37年から明治38年頃には日露戦争関係の錦絵を描いている。明治41年（1908年）に文展初入選、第2回で三等賞、第3回第4回で褒状を受賞。大正9年（1920年）より号を「月山」と改める（読みかたは変わらず「げっさん」）。昭和19年（1944年）、伊豆修禅寺に疎開し、戦後も同地で画作を続けた。人物や仏画に秀で、代表作に「大仏開眼供養図」、「達智門の図」などがある。墓所は雑司ヶ谷霊園。
息子に画家の尾形礼正（おがた ひろまさ）がいる。なお比較的メジャーな展覧会、専門書などでも、「月山」の読み方を「げつざん」と堂々と記しているものが多いが、これは明らかな誤りで、正しくは「げっさん」（Gessan）である。

## 作品

### 錦絵
- 「工兵第四大隊金州城門破壊の図」　大判3枚続　明治37年　松木平吉 (5代目) 版　悳俊彦コレクション
- 「南山之役中尉柴川又三郎君立陣頭捧旭日軍扇指揮士卒」　大判3枚続　明治37年
- 「旅順開城須将軍会見乃木将軍」　大判3枚続　明治37年
- 「遼陽之役敵将黒鳩公戦略齟齬総軍大敗公勇奮自立陣頭血戦」　大判3枚続　明治37年
- 「日本海之海戦」　大判3枚続　明治38年

### 肉筆画
| 作品名     | 技法       | 形状・員数 | 寸法（縦x横cm） | 所有者             | 年代                          | 落款・印章                        | 備考                                                                   |
| ---------- | ---------- | ---------- | --------------- | ------------------ | ----------------------------- | --------------------------------- | ---------------------------------------------------------------------- |
| 羽衣       |            |            |                 | 悳俊彦コレクション |                               |                                   |                                                                        |
| 遮那王     |            |            |                 |                    | 1914年（大正3年）             |                                   | 第8回文展褒状受賞作                                                    |
| 准胝観音図 | 絹本著色   | 絵馬1面    | 224.3x178.4     | 浅草寺             | 1932年（昭和7年）7月吉日奉納  |                                   | 月山ほか奉納。                                                         |
| 観音示現図 | 紙下地著色 | 絵馬1面    | 149.2x210.0     | 浅草寺             | 1965年（昭和40年）3月18日奉納 | 款記「月山謹画」/「月山」朱文方印 | 魚河岸示現会奉納。『浅草寺縁起』にみえる、網で聖観音を引き上げる場面。 |

## 絵本
月山は有職故実に通じ、歴史的考証に基づいた挿絵にも実力を発揮した。中でも「講談社の絵本」シリーズにおける仕事は評価が高い。
- 講談社の繪本19　『豊臣秀吉：木下藤吉郎の卷』（絵・尾形月山、文・矢田挿雲）　大日本雄辯會講談社、1937年
- 講談社の繪本73　『豊臣秀吉：羽柴筑前守の卷』（絵・尾形月山、文・矢田挿雲）　大日本雄辯會講談社、1938年
- 講談社の繪本90　『豊臣秀吉：太閤の卷』（絵・尾形月山、文・矢田挿雲）　大日本雄辯會講談社、1938年
- 講談社の繪本141　『新田義貞』（絵・尾形月山、文・中村靜陵）　大日本雄辯會講談社、1940年
- 講談社の繪本192　『徳川光圀』（絵・尾形月山、文・加藤武雄）　大日本雄辯會講談社、1941年